# Masacre de la refinería de petróleo de Haifa
La masacre de la refinería de petróleo de Haifa tuvo lugar el 30 de diciembre de 1947 en Haifa, Mandato británico de Palestina. Inició cuando 6 árabes murieron y 42 resultaron heridos después de que miembros de la organización paramilitar sionista Irgún lanzaran varias granadas contra una multitud de unos 100 jornaleros árabes. Estos jornaleros árabes se habían reunido frente a la puerta principal de la refinería de petróleo de Haifa, entonces de propiedad británica, para buscar trabajo.
Minutos después de este ataque del Irgún, los trabajadores árabes de la refinería y otros comenzaron a atacar a los trabajadores judíos, resultando en 39 muertos y 49 heridos, antes de que llegaran las unidades del Ejército británico y la Policía Palestina para poner fin a la violencia. Este hecho llegó a conocerse como la «masacre de la refinería de petróleo de Haifa». Más tarde, la Haganá tomó represalias atacando dos pueblos árabes cercanos en lo que se conoció como la masacre de Balad al-Shayj, donde murieron entre 21 y 70 árabes, mientras continuaban las escaramuzas en Haifa.

## Desarrollo
Se sabe que las relaciones entre judíos y árabes en la refinería eran buenas. Sin embargo, las tensiones aumentaron a finales de 1947 a raíz del Plan de Partición de la ONU. El 30 de diciembre de 1947, militantes del Irgún arrojaron dos bombas contra una multitud de jornaleros árabes reunidos frente a la puerta principal de la refinería de petróleo de Haifa desde un vehículo que pasaba por ese lugar. El Irgún, que planeó el ataque contra los jornaleros, dijo que fue en represalia por los recientes ataques contra judíos en Palestina. Después de que 6 jornaleros murieron y 42 resultaron heridos, los trabajadores árabes irrumpieron en la refinería armados con herramientas y varillas de metal, matando a golpes a 39 trabajadores judíos e hiriendo a 49. Las fuerzas británicas llegaron recién una hora después de que comenzaran los disturbios. Según la Agencia Judía, algunos trabajadores árabes ayudaron a sus compañeros de trabajo judíos a esconderse o escapar.

## Repercusiones
La Agencia Judía condenó al Irgún por el «acto de locura» que precedió al asesinato de trabajadores judíos en la refinería de petróleo de Haifa, pero al mismo tiempo autorizó las represalias. La Haganá organizó una redada de represalia que se conoció como la masacre de Balad al-Shayj en las aldeas de Balad al-Shayj y Hawsha, donde vivían algunos de los trabajadores árabes de la refinería. Dispararon y dinamitaron casas. Algunas mujeres y niños resultaron heridos en el fuego cruzado cuando los árabes devolvieron el fuego desde las casas. Las estimaciones sobre el número de árabes muertos variaron de 21 a 70, incluida una mujer. Además, 2 soldados de la Haganá murieron durante la lucha.